# لاسيثي
لاسيثي إحدى مقاطعات اليونان وتقع في شرقي جزيرة كريت التابعة لليونان